# Kościół św. Teresy od Dzieciątka Jezus w Goszczanowcu
Kościół pw. św. Teresy od Dzieciątka Jezus w Goszczanowcu – katolicki kościół filialny znajdujący się w Goszczanowcu (gmina Drezdenko, numer 77).

## Architektura
Jednonawowy kościół w stylu neogotyckim powstał w 1867. Wykonano go z kamienia polnego (nawa i podstawa wieży) oraz z cegły (wieża). Okazała budowla przypomina czasy, gdy Goszczanowiec, w drugiej połowie XIX wieku, należał do najbogatszych wsi w dolinie Noteci. Przed kościołem stoi pomnik 23 mieszkańców wioski poległych w latach 1914-19, na którym po II wojnie światowej posadowiono figurę Matki Boskiej.

## Cmentarz
Za kościołem (na osi absydy, poza opłotowaniem) teren mocno zarośniętego dawnego cmentarza protestanckiego z nielicznymi pozostałościami nagrobków i powalonym obeliskiem z datami 1914–1918 i krzyżem.

## Galeria

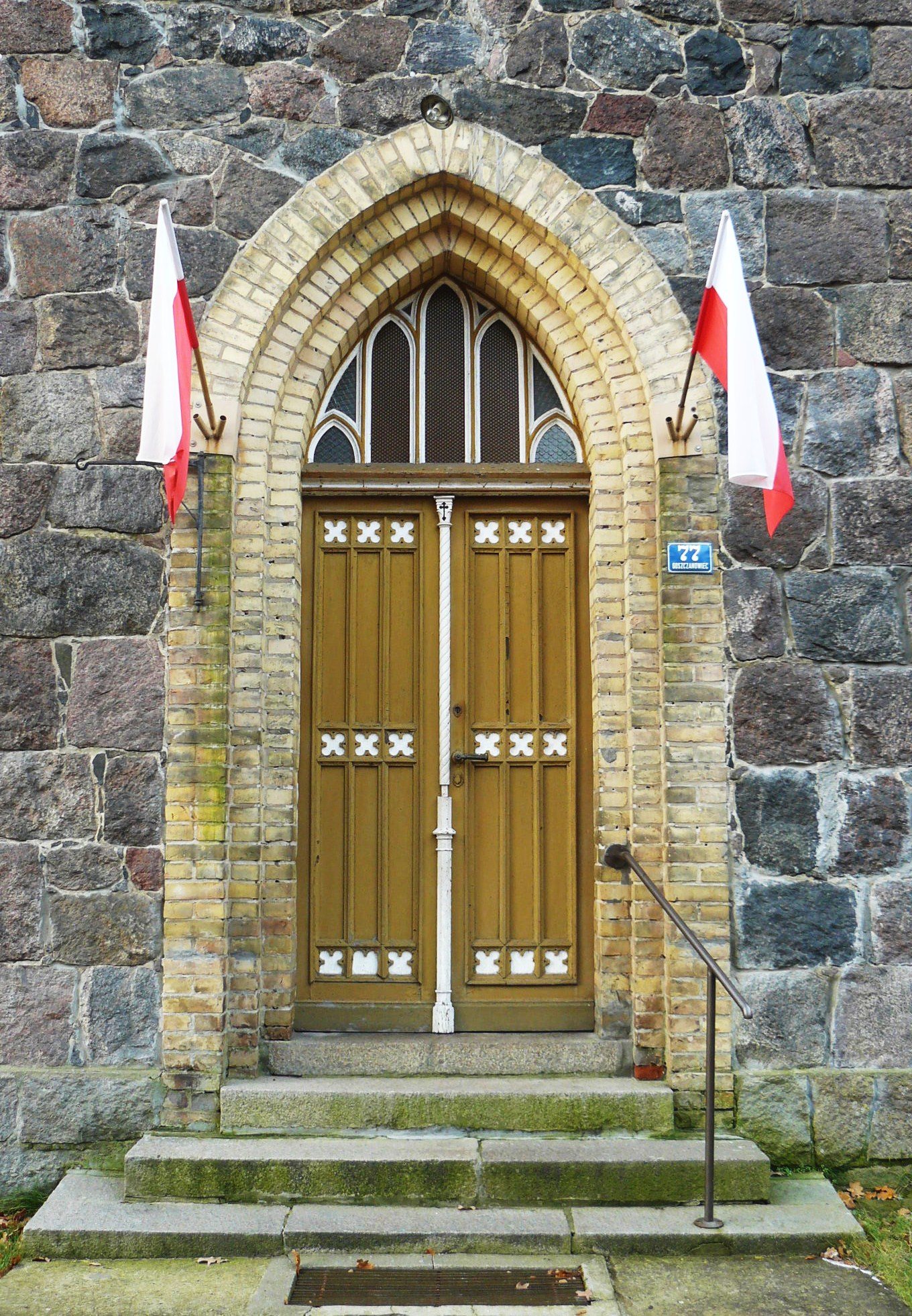
Portal wejściowy
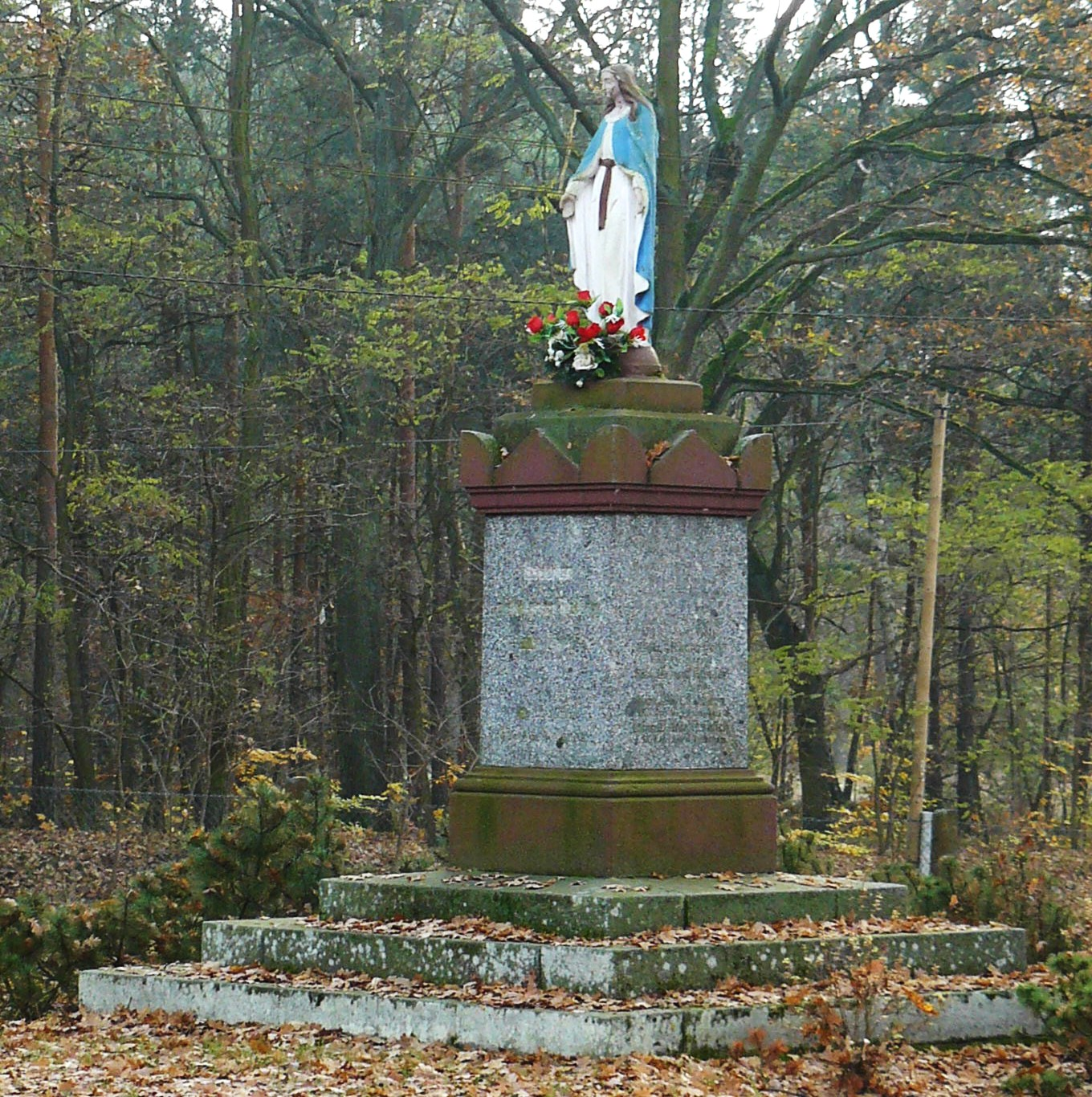
Figura maryjna
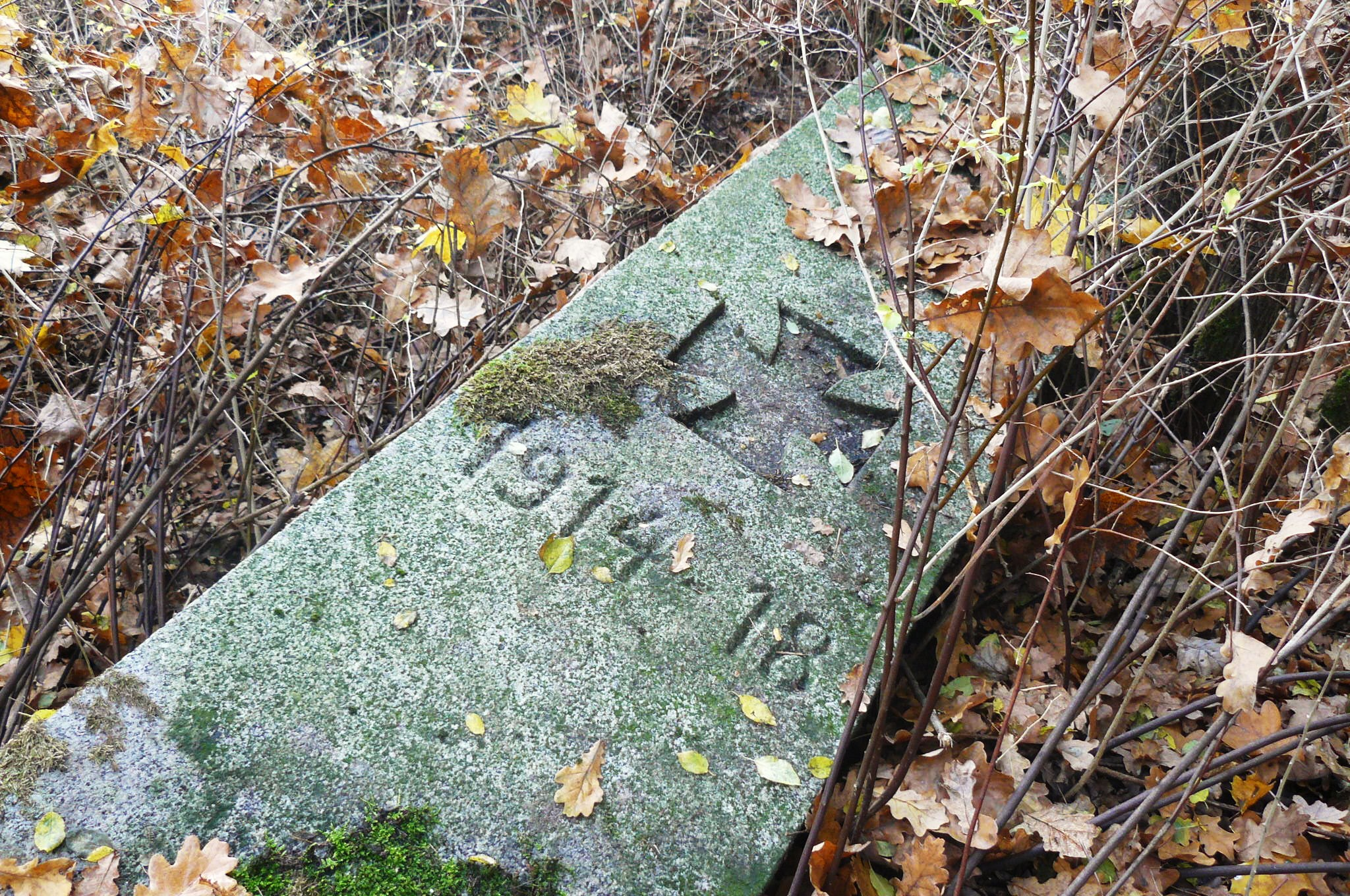
Powalony pomnik